# Takahiro Yamashita
Takahiro Yamashita (jap. 山下 貴宏, Yamashita Takahiro; * 20. November 1985 in Takarazuka) ist ein japanischer Straßenradrennfahrer.

## Sportliche Laufbahn
Takahiro Yamashita stammt aus Takarazuka in der Präfektur Hyōgo und lebt in der Nachbarpräfektur Osaka (Stand 2015). Er studierte Maschinenbau an der Technischen Hochschule Osaka.
Yamashita bestritt von 2006 bis 2016 Leistungsradsport bei verschiedenen Teams. 2011 gewann er die zweite Etappe bei der Tour de Hokkaidō.

## Erfolge
2011
- eine Etappe Tour de Hokkaidō

## Teams
- 2006 Miyata-Subaru
- 2007 Miyata-Subaru
- 2008 Team Nippo-Endeka
- 2009 Team Nippo·Colnago
- 2011 Matrix Powertag
- 2012 Matrix Powertag
- 2013 Team Ukyo
- 2014 Ciervo Nara Merida Cycling Team